# Wólka Kozodawska
Wólka Kozodawska (prononciation : [ˈvulka kɔzɔˈdafska]) est un village polonais de la gmina de Piaseczno dans le powiat de Piaseczno de la voïvodie de Mazovie dans le centre-est de la Pologne.
Il se situe à environ 7 kilomètres au sud-ouest de Piaseczno (siège du powiat) et à 23 kilomètres au sud de Varsovie (capitale de la Pologne).
Le village compte approximativement une population de 1 058 habitants en 2013.

## Histoire
De 1975 à 1998, le village appartenait administrativement à la voïvodie de Varsovie.